# Tommy Wright III
Tommy Wright III es un rapero gangsta underground y productor de hip hop. Comenzó a rapear en Memphis, Tennessee durante la década de 1990 y es considerado uno de los pioneros de la producción del estilo de memphis, el Horrorcore y el Phonk influyendo en la creación del trap de ritmo rápido en el sur de Memphis.

## Carrera musical
Criándose en Memphis, Tommy Wright empezó a producir música con un equipo de producción de solo 4 tracks. Entre 1992 y 2001, lanzó al mercado 5 álbumes producidos por él mismo, dos más con su grupo Ten Wanted Men, que son producidos y operados por su discográfica Street Smart Records.
Disfrutó de un éxito comercial bastante moderado en su ciudad, Memphis. Últimamente se ha dado a conocer más entre los fans del hip-hop y actualmente sus álbumes son considerados de culto debido al gran valor monetario y legado musical que estos han generado durante su carrera, siendo Running-N-Gunning y On The Run sus trabajos más famosos.
Durante mediados de los 90 tuvo disputas con raperos como Three Six Mafia (aunque es amigo cercano de La Chat y Gangsta Boo, las únicas raperas en Three 6 Mafia), Bone Thugs-N-Harmony, y casi toda la escena de Memphis en general (En su famosa canción Me Against The World, que es un diss a varios raperos). Su beef con Bone Thugs fue un poco corto ya que un miembro de Bone Thugs dijo en una entrevista que en Memphis no había buen rap. Terminando en que varios raperos de Memphis los insultaran y les hicieran diss tracks, a lo que Tommy (siendo alguien imponente en Memphis) respondió a ese comentario con la canción ''Thuggis Ruggish Bustaz '', donde este hacía parodia al éxito de Bone, Thuggish Ruggish Bones, donde los insultaba, amenazaba de muerte e incluso mencionó al fallecido Eazy-E, quien fue el ex manager de Bone Thugs. Aun así, sin recibir una respuesta, Tommy no se ha retractado de haberles hecho un diss y hasta el día de hoy sigue teniendo algo de rencor hacia los Bones.

### Actualidad
A pesar de haber dado un paso atrás de la industria de música después de que en 2001 lanzara Behind Closed Doors (Da Soundtrack), Tommy Wright III mantuvo un culto que sigue a través de los 2000s y 2010s.
En 2006, remasterizó su mixtape, Ashes 2 Ashes, Dust 2 Dust, añadiendo tracks nuevos y lanzándolo en formato de CD.
Tommy Wright III colaboró con el rapero del Área de la Bahía  Lil B en Secret, una canción de su mixtape de 2019, Loyalty Casket.

## Discografía

### Álbumes
- Memphis Masacre (Cass, MiniAlbum, Mezclado) 1992
- Ashes 2 Ashes, Dust 2 Dust 1994
- Runnin-N-Gunnin (Cass, Álbum) 1995
- On The Run 1996
- Tommy Wright & Ten Wanted Men - 10 Toes Down (Cass, Álbum) 1997
- Feel Me Before They Kill Me 1998
- NASHVILLE TAKEOVER (Cass, Álbum) 2016

#### Recopilaciones
- Greatest Hits (Cass, Comp) 1997
- Genesis (Greatest Underground Hits) 2000
- Behind Closed Doors (Da Soundtrack) 2001